# Heaven :x: Hell
Heaven :x: Hell (рус. Рай и Ад) — восьмой и последний студийный альбом канадской рок-группы Sum 41, который вышел 29 марта 2024 года на лейбле Rise Records. Альбом разделен на два диска; первый диск Heaven представляет собой возвращение к стилю поп-панк из начала карьеры группы, а второй диск Hell является продолжением более позднего звучания группы в стиле хэви-метал. Это их единственный релиз на Rise Records после ухода с независимого лейбла Hopeless Records в 2023 году. Это также их самый длинный студийный альбом, продолжительность которого составляет чуть больше 55 минут.
Группа выпустила заглавный сингл «Landmines» 27 сентября 2023 года. Второй сингл, «Rise Up», вышел 12 декабря 2023. Третий сингл, «Waiting on a Twist of Fate», вышел 22 февраля 2024 года. Четвёртый сингл, «Dopamine», вышел 29 марта 2024 года вместе с музыкальным клипом, в день выхода альбома.

## Создание
22 февраля 2022 года группа объявила о туре по США совместно с Simple Plan под названием Blame Canada, который длился с апреля по август 2022 года.
23 марта 2022 года группа анонсировала альбом и его музыкальные особенности: сторона Heaven вернёт группу к своему более раннему стилю поп-панка, а сторона Hell продолжит своё недавно сформировавшееся хэви-метал звучание. Однако дату релиза они не называли. Вокалист Дерик Уибли назвал это «своего рода данью уважения Black Sabbath», имея в виду одноименный альбом этой группы ː
Очевидно, что мы знакомы с этим альбомом, и он нам нравится, и мы понимали это, когда решили назвать его так. Мы как бы подумали: "Ну, знаете что? Они делают это около 42 лет. Позвольте нам взять дело в свои руки".
22 февраля 2023 года было объявлено, что группа выступит на фестивале When We Were Young 22 октября 2023 года.
8 мая 2023 года группа объявила о своем расформировании после выпуска альбома и последующего тура в его поддержку в течение 2024 года; тур начался 12 января 2024 года в Аптаун Парке в Джакарте, Индонезия, и завершится на Скоушабэнк-арене в Торонто, Онтарио, Канада, 30 января 2025 года. На концертах в Северной Америке их будет сопровождать группа the Interrupters.
19 сентября 2023 года было объявлено, что Уибли был госпитализирован с COVID-19 и пневмонией, приведшей к сердечной недостаточности. На следующий день было объявлено, что лечение проходит хорошо, и его выписали из больницы.
Группа исполнила «Landmines» на шоу Джимми Киммел в прямом эфире 8 февраля 2024 года.
Компакт-диск и винил альбома стали доступны в Нидерландах и Бельгии 15 марта 2024 года, за две недели до официального мирового релиза, что привело к утечке альбома.

## Композиция
Heaven :x: Hell - двойной альбом, разделённый на поп-панк и хэви-метал. Сторону альбома под названием Heaven сравнивали с поп-панковым звучанием их дебютного студийного альбома All Killer No Filler. В то время как сторону Hell сравнивали с более тяжёлым звучанием их третьего студийного альбома Chuck. Альбом также был описан как альтернативный рок и альтернативный метал.

## Синглы
Первый сингл «Landmines» с части альбома под названием Heaven был выпущен 27 сентября 2023 года вместе с видео и объявлением о подписании контракта с Rise Records. Второй сингл, «Rise Up» с части альбома под названием Hell был выпущен 12 декабря 2023 года вместе с соответствующим видеоклипом и объявлением даты выхода альбома. Третий сингл, «Waiting on a Twist of Fate», вышел 22 февраля 2024 года вместе с музыкальным видеоклипом. Музыкальное видео на четвёртый сингл, «Dopamine», вышло 29 марта 2024 года, в день выхода альбома.

## Список композиций
Длины треков взяты с Qobuz. Все песни написаны и спродюсированы Дериком Уибли.
| №   | Название                     | Автор(ы)           | Длительность |
| --- | ---------------------------- | ------------------ | ------------ |
| 1.  | «Waiting on a Twist of Fate» |                    | 2:46         |
| 2.  | «Landmines»                  | Whibley Mike Green | 2:55         |
| 3.  | «I Can't Wait»               |                    | 2:05         |
| 4.  | «Time Won't Wait»            |                    | 2:30         |
| 5.  | «Future Primitive»           |                    | 2:12         |
| 6.  | «Dopamine»                   |                    | 3:06         |
| 7.  | «Not Quite Myself»           |                    | 2:54         |
| 8.  | «Bad Mistake»                |                    | 3:03         |
| 9.  | «Johnny Libertine»           |                    | 1:35         |
| 10. | «Radio Silence»              |                    | 3:23         |

| №                   | Название                                    | Автор(ы)            | Длительность |
| ------------------- | ------------------------------------------- | ------------------- | ------------ |
| 1.                  | «Preparasi a Salire»                        |                     | 1:08         |
| 2.                  | «Rise Up»                                   | Whibley Green       | 3:16         |
| 3.                  | «Stranger in These Times»                   |                     | 2:57         |
| 4.                  | «I Don't Need Anyone»                       |                     | 3:10         |
| 5.                  | «Over the Edge»                             |                     | 3:09         |
| 6.                  | «House of Liars»                            |                     | 3:06         |
| 7.                  | «You Wanted War»                            |                     | 3:31         |
| 8.                  | «Paint It Black» (Кавер The Rolling Stones) | Jagger-Richards     | 2:42         |
| 9.                  | «It's All Me»                               |                     | 2:18         |
| 10.                 | «How the End Begins»                        |                     | 3:16         |
| Общая длительность: | Общая длительность:                         | Общая длительность: | 55:02        |

## Участники записи
Sum 41
- Дерик Уибли — вокал, ритм-гитара, клавишные, фортепиано, продюсирование, звукорежиссёр, сведение
- Дэйв Бэкш — соло-гитара, бэк-вокал
- Том Такер — ритм- и соло-гитара, клавишные, бэк-вокал
- Джейсон МакКэслин — бас-гитара, бэк-вокал
- Фрэнк Зуммо — ударные, перкуссия, бэк-вокал

Дополнительные участники
- Майк Грин — продюсирование
- Тед Дженсен – мастеринг
- Крис Крамметт – мастеринг (треки 2, 6)

Дополнительные музыканты
- Майк Грин – дополнительные гитары и клавишные
- Ник Бэйли – дополнительные гитары (трек 6)
- Гэри Андерсон – дополнительный бэк-вокал (треки 1, 2, 3, 6, 8, 12)
- Дэвид Джесс – дополнительный бэк-вокал (треки 1, 2, 3, 6, 8, 12)
- Люк Н. Бовилл - дополнительный бэк-вокал (треки 1, 2, 3, 6, 8, 12)
- Рори Голт-Гордон – дополнительный бэк-вокал (треки 1, 2, 3, 6, 8, 12)
- Питер Бантинг – дополнительный бэк-вокал (треки 1, 2, 3, 6, 8, 12)

Обложка
- Кевин Мур – макет, дизайн
- Крис Руби – макет, дизайн